# Roll Over Beethoven
„Roll Over Beethoven“ je píseň amerického hudebníka Chucka Berryho. Vydána byla jako singl v květnu roku 1956, na druhé straně desky se nacházela píseň „Drifting Heart“. Coververze písně nahrály například skupiny The Beatles, Status Quo a Electric Light Orchestra. Kapela Iron Maiden nahrála adaptaci písně s upraveným textem, jehož autorem byl jeden z členů Steve Harris, pod názvem „Roll Over Vic Vella“ (1992). Časopis Rolling Stone zařadil píseň na 97. příčku žebříčku 500 nejlepších písní všech dob.